# Термодинамика фотонного газа
Термодинамика фотонного газа рассматривает электромагнитное излучение, используя понятия и методы термодинамики.
Электромагнитное излучение с корпускулярной точки зрения представляет собой фотонный газ с переменным числом электронейтральных безмассовых ультрарелятивистских частиц. Распространение понятий, законов и методов термодинамики на фотонный газ подразумевает, что электромагнитное излучение допустимо рассматривать как термическую систему, то есть как объект изучения, к которому применимо понятие температуры излучения.

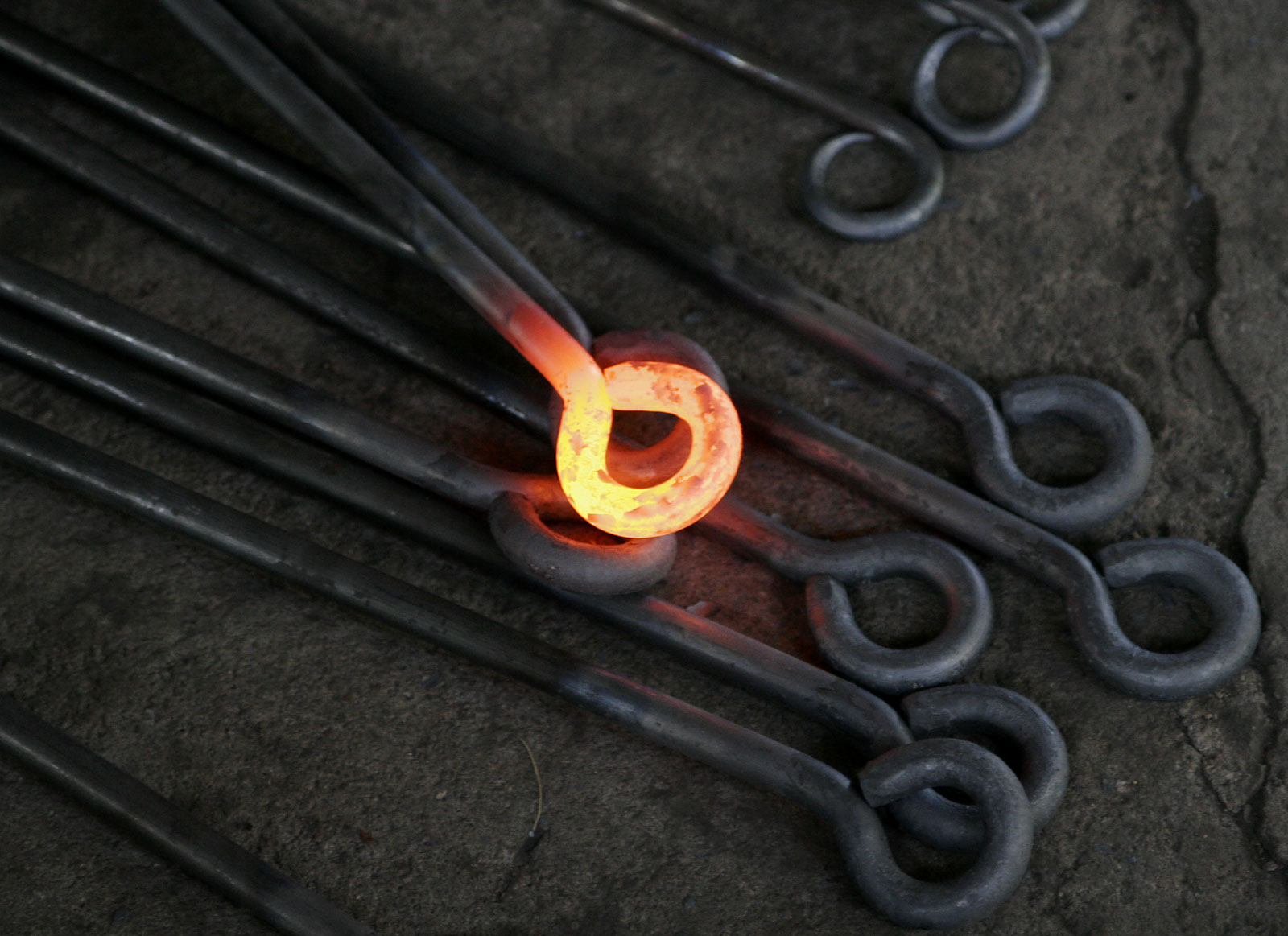
Излучение нагретого металла в видимом диапазоне

Излучение телами электромагнитных волн (испускание фотонов) требует энергетических затрат, и если излучение происходит за счет внутренней энергии тела, то его называют тепловым электромагнитным излучением. Тепловое излучение имеет непрерывный спектр, то есть нагретое тело излучает энергию во всём диапазоне частот, а распределение энергии излучения по спектру зависит от температуры тела.
Если излучение замкнуто внутри полости в абсолютно чёрном теле, то по истечении некоторого промежутка времени излучение придёт в термодинамическое равновесие с этим телом, так что такое излучение можно рассматривать как равновесный фотонный газ (равновесное тепловое излучение, электромагнитное излучение абсолютно чёрного тела, чернотельное излучение, чёрное излучение), приписав ему температуру, равную температуре абсолютно чёрного тела. Представление о чернотельном излучении позволяет отличить равновесное излучение от неравновесного, каким является обычное электромагнитное излучение любого источника (лампа накаливания, рентгеновская трубка, лазер и т. п.) и аналогом которому молекулярный пучок.
Равновесное тепловое излучение однородно (плотность энергии одинакова во всех точках внутри полости), изотропно (если размеры полости много больше наибольшей принимаемой во внимание длины волны излучения, то фотоны в полости движутся хаотически и величина энергии, распространяющейся внутри телесного угла, не зависит от направления) и неполяризовано (излучение содержит все возможные направления колебаний векторов напряжённости электрического и магнитного полей).
Важность модели «равновесный фотонный газ» для классической термодинамики связана как с её предельной математической простотой (получаемые результаты допускают, как правило, простой аналитический и/или графический анализ поведения входящих в уравнения величин), так и со значением даваемых моделью частных результатов для лучшего понимания общей термодинамической теории (парадокса Гиббса, постулата Тиссы, третьего начала, свойств характеристических функций, аддитивности по объёму), а научная ценность состоит в том, что термодинамический подход к фотонному газу используют при рассмотрении внутреннего строения звёзд, когда давление излучения имеет принципиальное значение.

## Особенности фотонного газа
Перечислим особенности электромагнитного излучения, рассматриваемого как совокупность частиц — фотонов, — возникающих при испускании и исчезающих при поглощении излучения веществом:
- Масса покоя фотона равна нулю.
- Фотон электронейтрален, всегда движется со скоростью света (ультрарелятивистская частица) и обладает энергией, импульсом и равным 1 спином, то есть относится к бозонам. При неупругом столкновении с частицей вещества фотон исчезает, передавая свои энергию и импульс этой частице.
- Квантовая электродинамика допускает взаимодействие фотонов друг с другом, однако вероятность такого их поведения исчезающе мала, поэтому фотоны внутри некоторого объёма обычно рассматривают как совокупность не взаимодействующих между собой частиц[10], то есть как идеальный бозе-газ.
- Температура вырождения фотонного газа равна бесконечности, поэтому фотонный газ вырожден при любых температурах.
- Конденсация Бозе — Эйнштейна в фотонном газе невозможна, так как не существует фотонов с нулевым импульсом (фотоны всегда движутся со скоростью света).

Прямой обмен энергией между фотонами можно считать ничтожно малым, поэтому для установления термического равновесия в фотонном газе принципиально необходимо взаимодействие фотонов с веществом, которое должно наличествовать хотя бы в небольшом количестве. Установление равновесия происходит за счёт поглощения и испускания фотонов веществом, например, стенками полости, причём энергии поглощаемых и спускаемых фотонов не обязаны совпадать. Равновесие наступает, когда в фотонном газе достигается стационарное распределение фотонов по энергиям, не зависящее от времени и природы вещества, но зависящее от температуры. Поглощение и испускание фотонов веществом ведёт к тому, что их число в полости непостоянно и зависит от температуры, то есть число частиц в равновесном фотонном газе не является независимой переменной. Тем самым фотонный газ отличается от обычного газа атомно-молекулярной природы: не существует различных сортов фотонов и смесевых фотонных газов. Различие между фотонами чисто количественное: на микроскопическом уровне — в энергиях (импульсах) фотонов, на макроскопическом — в температурах фотонногазовых систем.
Если рассматривают излучение не в вакууме, а в материальной среде, то условие идеальности фотонного газа требует малости взаимодействия излучения с веществом. Это условие выполняется в газах (во всем спектре излучения, за исключением частот, близких к линиям поглощения вещества); при высокой плотности вещества условие идеальности фотонного газа соблюдается лишь при очень высоких температурах.

## Термодинамические свойства фотонного газа
В состоянии равновесия электромагнитное излучение (фотонный газ) внутри полости в абсолютно чёрном теле характеризуют теми же термодинамическими величинами, что и обычный газ: объёмом, давлением, температурой, внутренней энергией, энтропией и т. д. Излучение оказывает давление на стенки полости за счёт того, что фотоны обладают импульсом; температура равновесного фотонного газа совпадает с температурой стенок. Приведём без вывода основные термодинамические соотношения для равновесного теплового излучения (фотонного газа):
- Давление

| {\displaystyle P={\frac {\alpha }{3}}T^{4},} | (Термическое уравнение состояния) |

где α — радиационная постоянная, связанная с постоянной Стефана — Больцмана σ соотношением
| {\displaystyle \alpha ={\frac {4\sigma }{c}},} | (Радиационная постоянная) |

(c — скорость света в вакууме).
В выражение для давления, представляющее собой термическое уравнение состояния фотонного газа, не входит объём, то есть фотонный газ представляет собой систему с одной термодинамической степенью свободы. В качестве единственной независимой переменной, используемой для описания состояние фотонного газа, традиционно выбирают температуру. Это означает, что для фотонного газа термическое равновесие есть необходимое и достаточное условие равновесия термодинамического, то есть в данном конкретном случае эти понятия эквивалентны друг другу.
- Внутренняя энергия как функция температуры (закон Стефана — Больцмана[25]) ведёт себя в полном соответствии с постулатом Тиссы[26]:

| {\displaystyle U=\alpha VT^{4}.} | (Калорическое уравнение состояния для внутренней энергии) |

Из этого выражения видно, что внутренняя энергия фотонного газа аддитивна по объёму. Важно, что от объёма системы зависит число находящихся в нём фотонов и, следовательно, энергия теплового излучения и другие аддитивные функции состояния, но не плотности этих величин, которые зависят только от температуры. Дабы подчеркнуть, что в калорическое уравнение состояния и другие термодинамические соотношения объём входит не как независимая переменная состояния, а как характеризующий систему числовой параметр, для фотонного газа в математические формулы часто вместо аддитивных по объёму функций состояния включают их плотности. Используя плотность внутренней энергии (плотность излучения) u, запишем калорическое уравнение состояния фотонного газа в таком виде:
| {\displaystyle u\equiv {\frac {U}{V}}=\alpha T^{4}.} | (Калорическое уравнение состояния для внутренней энергии) |

С использованием внутренней энергии в качестве независимой переменной термическое уравнение состояния фотонного газа можно записать так:
| {\displaystyle PV={\frac {1}{3}}U,} | (Термическое уравнение состояния) |

или так:
| {\displaystyle P={\frac {1}{3}}u.} | (Термическое уравнение состояния) |

- Внутренняя энергия как функция энтропии (Каноническое уравнение состояния для внутренней энергии)

| {\displaystyle U=\alpha V\left({\frac {3S}{4\alpha V}}\right)^{\mathsf {\frac {4}{3}}}.} | (Каноническое уравнение состояния для внутренней энергии) |

- Энтальпия

| {\displaystyle H=\left({\frac {3P}{\alpha }}\right)^{\mathsf {\frac {1}{4}}}S.} | (Каноническое уравнение состояния для энтальпии) |

- Потенциал Гельмгольца

| {\displaystyle F=-{\frac {1}{3}}\alpha VT^{4}.} | (Каноническое уравнение состояния для потенциала Гельмгольца) |

- Потенциал Гиббса

| {\displaystyle G=0.} | (Потенциал Гиббса) |

Таким образом, для фотонного газа потенциал Гиббса {\displaystyle G(P,T)} не является характеристической функцией. Для систем с аддитивной энергией {\displaystyle U+PV-TS-\mu N=0}, а у фотонного газа к тому же {\displaystyle \mu =0}, откуда {\displaystyle G=0}. Поскольку число фотонов, вообще говоря, не сохраняется при изменении состояния, нельзя задать состояние данной системы через {\displaystyle P}, {\displaystyle T}. Никакие две из экстенсивных величин {\displaystyle P}, {\displaystyle T} и {\displaystyle \nu } (концентрация) здесь не являются независимыми, из одной можно получить две другие.
С точки зрения теоретической термодинамики это означает, что перечень характеристических функций системы зависит от её особенностей и для различных термодинамических систем эти перечни совпадать не обязаны; только внутренняя энергия и энтропия для любой термодинамической системы сохраняют свойства характеристических функций.
- Потенциал Ландау (большой термодинамический потенциал) для фотонного газа равен потенциалу Гельмгольца

| {\displaystyle \Omega =-{\frac {1}{3}}\alpha VT^{4}.} | (Каноническое уравнение состояния для потенциала Ландау) |

- Энтропия как функция температуры

| {\displaystyle S={\frac {4\alpha }{3}}VT^{3}.} | (Энтропийный аналог калорического уравнения состояния) |

Видно, что выражение для энтропии фотонного газа не противоречит третьему началу термодинамики.
- Химический потенциал

| {\displaystyle \mu =0.} | (Химический потенциал) |

- Теплоёмкость при постоянном объёме

| {\displaystyle C_{V}=4\alpha VT^{3}.} | (Теплоёмкость при постоянном объёме) |

- Теплоёмкость при постоянном давлении

| {\displaystyle C_{P}=\infty .} | (Теплоёмкость при постоянном давлении) |

Это значит, что при постоянном давлении температура фотонного газа не меняется. При передаче системе теплоты при постоянном давлении будет увеличиваться объём и пропорционально число фотонов. Изобарный процесс (P = const) является одновременно и изотермическим (T = const).
- Показатель адиабаты

| {\displaystyle \gamma =\infty .} | (Показатель адиабаты) |

- Уравнения адиабаты

| {\displaystyle S=\mathrm {const} ,~VT^{3}=\mathrm {const} ,~PV^{4/3}=\mathrm {const} .} | (Уравнения адиабаты) |